# 大阪府議会
大阪府議会（おおさかふぎかい）は、大阪府に設置されている地方議会（議決機関）である。

## 概要
- 定数：79人
- 任期：4年
- 選挙区：各市町村を選挙区とする中選挙区制（単記非移譲式）、1人区は小選挙区制
- 議長：金城克典（大阪維新の会）
- 副議長：紀田馨（大阪維新の会）

### 歴史
1878年7月、太政官布告として郡区町村編制法、府県会規則、地方税規則の3規程が公布され大阪府会が組織された。
1879年3月、初めての大阪府会選挙が行われ11選挙区から34人の議員が選出された。
1882年3月、西区西道頓堀に本格的な議事堂を築造。
1892年3月、議事堂が議会開会中に火災により焼失。
1893年、西区江之子島にあった2代目大阪府庁舎の横に議事堂が移築された。
1926年10月、現在も使用している3代目大阪府庁舎が完成。
1947年4月、日本国憲法施行に伴い制定された地方自治法による最初の府議会議員選挙が行われ、36選挙区から74人の議員が選出された。名称は大阪府会から大阪府議会となるが、慣行により1960年ごろまで大阪府会の名称を使用していた。
2011年6月4日、議員定数を109から88へと21議席削減する条例改正案を可決した。これに伴い、2015年4月に行われた第18回統一地方選挙では、後述するような選挙区の統合や、定員減が相次いだ。
2022年3月、議員定数を88から79へと削減する条例改正案を維新・自民・公明の賛成多数で可決した。これに伴い、2023年4月に行われた第20回統一地方選挙では、選挙区の統合や、定員減が再び行われた。

### 任期
4年。ただし、議会が解散されれば、その時点で失職する。

### 選出方法
中選挙区制と小選挙区制を実施。

### 事務局
府議会を補助する事務組織として、事務局が置かれている。
- 総務課
- 議事課
- 調査課

### 会派
2023年5月現在、大阪維新の会が府政与党であり単独で過半数を確保している。府政野党は自民党・民主ネット・共産党の3会派である。公明党は中間会派となっている。
長らく自民党系の会派が最大会派を占めていたが、2011年の統一地方選で当時大阪府知事であった橋下徹が率いる地域政党・大阪維新の会が57議席を獲得し過半数を占め、自民・民主・公明・共産は議席を減らした。定数が大幅に削減された2015年の統一地方選では大阪維新の会が42議席を獲得し第1党を維持したが、過半数には満たなかった。自民は議席を伸ばし、公明・共産も概ね現状維持したが、民主は1議席しか獲得できず歴史的大敗となった。都構想の再住民投票実施をめぐる2019年の統一地方選では大阪維新の会が過半数を大きく上回る51議席を獲得。無所属2名を加えて53議席を都構想賛成派が占める形となった。公明・共産は選挙前議席を維持したが、自民は9議席減らすこととなった。2023年の統一地方選では、定数が79に削減された中で、大阪維新の会が選挙前を上回る55議席を獲得して圧勝した。自民党は7議席に留まり、共産党は1議席に後退した。
なお、大阪府議会は、他県に比べても選挙区が細かく設定されていることに加え、大阪維新の会による2度の著しい定数削減の結果、2022年時点では1人区の数が全国最多である。
| 会派名                             | 会派略称 | 議員数 | 所属党派             | 女性議員数 | 女性議員の比率(%) |
| ---------------------------------- | -------- | ------ | -------------------- | ---------- | ----------------- |
| 大阪維新の会大阪府議会議員団       | 大阪維新 | 53     | 大阪維新の会         | 7          | 13.21             |
| 公明党大阪府議会議員団             | 公明     | 14     | 公明党               | 4          | 28.6              |
| 自由民主党・無所属大阪府議会議員団 | 自民     | 7      | 自由民主党           | 0          | 0                 |
| 民主ネット大阪府議会議員団         | 民主     | 2      | 立憲民主党1・無所属1 | 1          | 50                |
| 日本共産党大阪府議会議員団         | 共産     | 1      | 日本共産党           | 1          | 100               |
| 無所属                             |          | 2      |                      | 0          | 0                 |
| 計                                 |          | 79     |                      | 13         | 16.46             |

※2023年7月7日現在

### 委員会
- 常任委員会
  - 総務常任委員会
  - 府民文化常任委員会
  - 教育常任委員会
  - 健康福祉常任委員会
  - 環境産業労働常任委員会
  - 都市住宅常任委員会
  - 警察危機管理常任委員会

- 特別委員会
  - 決算特別委員会

- 議会運営委員会

## 定数
- 79人

2015年4月12日の府議選より109人から88人に削減された。
また、2023年4月実施の府議選より88人から79人に削減された。

## 各選挙区の定数・区域
- 選挙区数53　議員数88→79
- 太字の選挙区は2022年条例改正時における定数削減選挙区であり、定数は「削減前→削減後」である。

| 選挙区名                                       | 定数  | 市区町                                                       |
| ---------------------------------------------- | ----- | ------------------------------------------------------------ |
| 大阪市北区選挙区                               | 1     | 大阪市北区                                                   |
| 大阪市都島区選挙区                             | 1     | 大阪市都島区                                                 |
| 大阪市福島区及び此花区選挙区                   | 1     | 大阪市福島区及び此花区                                       |
| 大阪市中央区選挙区                             | 1     | 大阪市中央区                                                 |
| 大阪市西区選挙区                               | 1     | 大阪市西区                                                   |
| 大阪市港区選挙区                               | 1     | 大阪市港区                                                   |
| 大阪市大正区及び西成区選挙区                   | 2     | 大阪市大正区及び西成区                                       |
| 大阪市天王寺区及び浪速区選挙区                 | 1     | 大阪市天王寺区及び浪速区                                     |
| 大阪市西淀川区選挙区                           | 1     | 大阪市西淀川区                                               |
| 大阪市淀川区選挙区                             | 2     | 大阪市淀川区                                                 |
| 大阪市東淀川区選挙区                           | 2     | 大阪市東淀川区                                               |
| 大阪市東成区選挙区                             | 1     | 大阪市東成区                                                 |
| 大阪市生野区選挙区                             | 1     | 大阪市生野区                                                 |
| 大阪市旭区選挙区                               | 1     | 大阪市旭区                                                   |
| 大阪市城東区選挙区                             | 2     | 大阪市城東区                                                 |
| 大阪市鶴見区選挙区                             | 1     | 大阪市鶴見区                                                 |
| 大阪市阿倍野区選挙区                           | 1     | 大阪市阿倍野区                                               |
| 大阪市住之江区選挙区                           | 1     | 大阪市住之江区                                               |
| 大阪市住吉区選挙区                             | 2→1   | 大阪市住吉区                                                 |
| 大阪市東住吉区選挙区                           | 1     | 大阪市東住吉区                                               |
| 大阪市平野区選挙区                             | 2     | 大阪市平野区                                                 |
| 堺市中区選挙区                                 | 1     | 堺市中区                                                     |
| 堺市堺区選挙区                                 | 2→1   | 堺市堺区                                                     |
| 堺市東区及び美原区選挙区                       | 1     | 堺市東区及び美原区                                           |
| 堺市西区選挙区                                 | 1     | 堺市西区                                                     |
| 堺市南区選挙区                                 | 1     | 堺市南区                                                     |
| 堺市北区選挙区                                 | 2→1   | 堺市北区                                                     |
| 岸和田市選挙区                                 | 2     | 岸和田市                                                     |
| 豊中市選挙区                                   | 4     | 豊中市                                                       |
| 池田市選挙区                                   | 1     | 池田市                                                       |
| 吹田市選挙区                                   | 4→3   | 吹田市                                                       |
| 泉大津市、高石市及び泉北郡選挙区               | 2→1   | 泉大津市、高石市及び泉北郡(忠岡町)                           |
| 高槻市及び三島郡選挙区                         | 4→3   | 高槻市及び三島郡(島本町)                                     |
| 貝塚市選挙区                                   | 1     | 貝塚市                                                       |
| 守口市選挙区                                   | 1     | 守口市                                                       |
| 枚方市選挙区                                   | 4     | 枚方市                                                       |
| 茨木市選挙区                                   | 3     | 茨木市                                                       |
| 八尾市選挙区                                   | 3→2   | 八尾市                                                       |
| 泉佐野市及び泉南郡熊取町選挙区                 | 1     | 泉佐野市及び泉南郡熊取町                                     |
| 富田林市、大阪狭山市及び南河内郡選挙区         | 2     | 富田林市、大阪狭山市及び南河内郡(太子町、河南町、千早赤阪村) |
| 寝屋川市選挙区                                 | 2     | 寝屋川市                                                     |
| 河内長野市選挙区                               | 1     | 河内長野市                                                   |
| 松原市選挙区                                   | 1     | 松原市                                                       |
| 大東市及び四条畷市選挙区                       | 2     | 大東市及び四条畷市                                           |
| 和泉市選挙区                                   | 2     | 和泉市                                                       |
| 箕面市及び豊能郡選挙区                         | 2→1   | 箕面市及び豊能郡(豊能町、能勢町)                             |
| 柏原市及び藤井寺市選挙区                       | 1     | 柏原市及び藤井寺市                                           |
| 羽曳野市選挙区                                 | 1     | 羽曳野市                                                     |
| 門真市選挙区                                   | 1     | 門真市                                                       |
| 摂津市選挙区                                   | 1     | 摂津市                                                       |
| 東大阪市選挙区                                 | 5→4   | 東大阪市                                                     |
| 泉南市、阪南市並びに泉南郡田尻町及び岬町選挙区 | 1     | 泉南市、阪南市並びに泉南郡田尻町及び岬町                     |
| 交野市選挙区                                   | 1     | 交野市                                                       |
| 合計                                           | 88→79 |                                                              |

## 主な大阪府議会議員出身者
国会議員（現職）
- 浅田均
- 東徹
- 池下卓
- 岩谷良平
- 浦野靖人
- 漆間譲司
- 中司宏
- 宗清皇一
- 森山浩行

首長（現職）
- 横山英幸（大阪市長）
- 永藤英機（堺市長）
- 古川照人（大阪狭山市長）
- 伏見隆（枚方市長）
- 宮本一孝（門真市長）
- 上島一彦（箕面市長）
- 吉村善美（富田林市長）
- 山入端創（羽曳野市長）
- 森山一正（摂津市長）
- 西野修平（河内長野市長）
- 藤原敏司（熊取町長）

国会議員（前職・元職）
- 中山太郎（元衆議院議員・元外務大臣・勲一等）
- 石垣一夫（元衆議院議員）
- 岡下昌平（元衆議院議員）
- 尾辻かな子（元衆議院議員・元参議院議員）
- 神谷昇（元衆議院議員）
- 北川石松（元衆議院議員・第24代環境庁長官・叙従三位）
- 原田憲治（元衆議院議員）
- 西野陽（元衆議院議員）
- 中川治（元衆議院議員）
- 西野弘一（元衆議院議員・2017年より議員に復帰）
- 北川イッセイ（元参議院議員）
- 大川光三（元衆議院議員・元参議院議員）
- 吉井英勝（元衆議院議員・元参議院議員）
- 西村章三（元衆議院議員）
- 矢野絢也（元衆議院議員）
- 三谷秀治（元衆議院議員）
- 大矢卓史（元衆議院議員）
- 岡澤完治（元衆議院議員）
- 藤田スミ（元衆議院議員）

首長（前職・元職）
- 阪口善雄（元吹田市長）
- 園部一成（前門真市長）
- 柴谷光謹（元八尾市長）
- 西口勇（前守口市長）
- 井上哲也（前吹田市長）
- 中野隆司（前柏原市長）
- 田中誠太（前八尾市長・元八尾市議会議員）
- 北川法夫（前寝屋川市長）
- 松井一郎（前大阪市長・前大阪府知事）
- 永野耕平（前岸和田市長）

その他
- 大橋房太郎 - 淀川の治水翁
- 田口謙吉 - 参天製薬創業者
- 小岩井浄 - 愛知大学第3代学長